# Christoph Demantius
Christoph Demantius (ur. 15 grudnia 1567 w Libercu, zm. 20 kwietnia 1643 we Freibergu) – niemiecki kompozytor, teoretyk muzyki. 
Kształcił się początkowo w swoim rodzinnym mieście, później w Wittenberdze i w Lipsku. W 1597 został kantorem nauczycielem muzyki w Żytawie (jego uczniem był tam m.in. przyszły kompozytor Melchior Franck). W 1604 został kantorem katedry we Freibergu w Saksonii i to stanowisko piastował do końca życia. 
Był autorem pieśni kościelnych, ale też kompozycji świeckich. W swojej twórczości chóralnej wzorował się na kompozycjach Orlanda di Lasso. Spośród zachowanych kompozycji Demantiusa szczególnie warta uwagi jest sześciogłosowa Pasja św. Jana na zespół wokalny a capella, jedno z najlepszych dzieł szczytowego rozkwitu tej formy muzycznej (pasji chorałowej). 
Jako teoretyk muzyki Demantius jest autorem pierwszego niemieckojęzycznego słownika pojęć muzycznych.